# Лесото на летних Олимпийских играх 2012
Лесото принимала участие в летних Олимпийских играх 2012 года, которые проходили в Лондоне (Великобритания) с 27 июля по 12 августа, где её представляли 4 спортсмена в двух видах спорта. На церемонии открытия Олимпийских игр флаг Лесото несла Маморальо Тьока, а на церемонии закрытия — спринтер Мосито Лехата.
На летних Олимпийских играх 2012 Лесото вновь не сумела завоевать свою первую олимпийскую медаль. Знаменосец Маморальо Тьока стала единственной в команде Лесото, кто выступал на Олимпийских играх второй раз, все остальные участвовали впервые.

## Состав и результаты

### Лёгкая атлетика
Мужчины
Беговые виды
| Соревнование | Спортсмены    | Отборочный раунд | Отборочный раунд | Отборочный раунд | Полуфинал            | Полуфинал            | Полуфинал            | Финал                | Финал                |
| Соревнование | Спортсмены    | Забег            | Результат        | Место            | Забег                | Результат            | Место                | Результат            | Место                |
| ------------ | ------------- | ---------------- | ---------------- | ---------------- | -------------------- | -------------------- | -------------------- | -------------------- | -------------------- |
| 200 метров   | Мосито Лехата | 4                | 20,74            | 7                | Завершил выступление | Завершил выступление | Завершил выступление | Завершил выступление | Завершил выступление |

Шоссейные виды
| Соревнование | Спортсмены     | Результат | Место |
| ------------ | -------------- | --------- | ----- |
| Марафон      | Тсепо Рамонене | 2:55:54   | 85    |

Женщины
Шоссейные виды
| Соревнование | Спортсмены      | Результат | Место |
| ------------ | --------------- | --------- | ----- |
| Марафон      | Маморальо Тьока | 2:43:15   | 90    |

### Плавание
Женщины
| Соревнование             | Спортсмены      | Отборочный раунд | Отборочный раунд | Отборочный раунд | Полуфинал             | Полуфинал             | Полуфинал             | Финал                 | Финал                 | Итоговое место |
| Соревнование             | Спортсмены      | Заплыв           | Результат        | Место            | Заплыв                | Результат             | Место                 | Результат             | Место                 | Итоговое место |
| ------------------------ | --------------- | ---------------- | ---------------- | ---------------- | --------------------- | --------------------- | --------------------- | --------------------- | --------------------- | -------------- |
| 50 метров вольным стилем | Маморальо Тьока | 1                | 42,35            | 3                | Завершила выступление | Завершила выступление | Завершила выступление | Завершила выступление | Завершила выступление | 73             |